# Реконструктивна хірургія

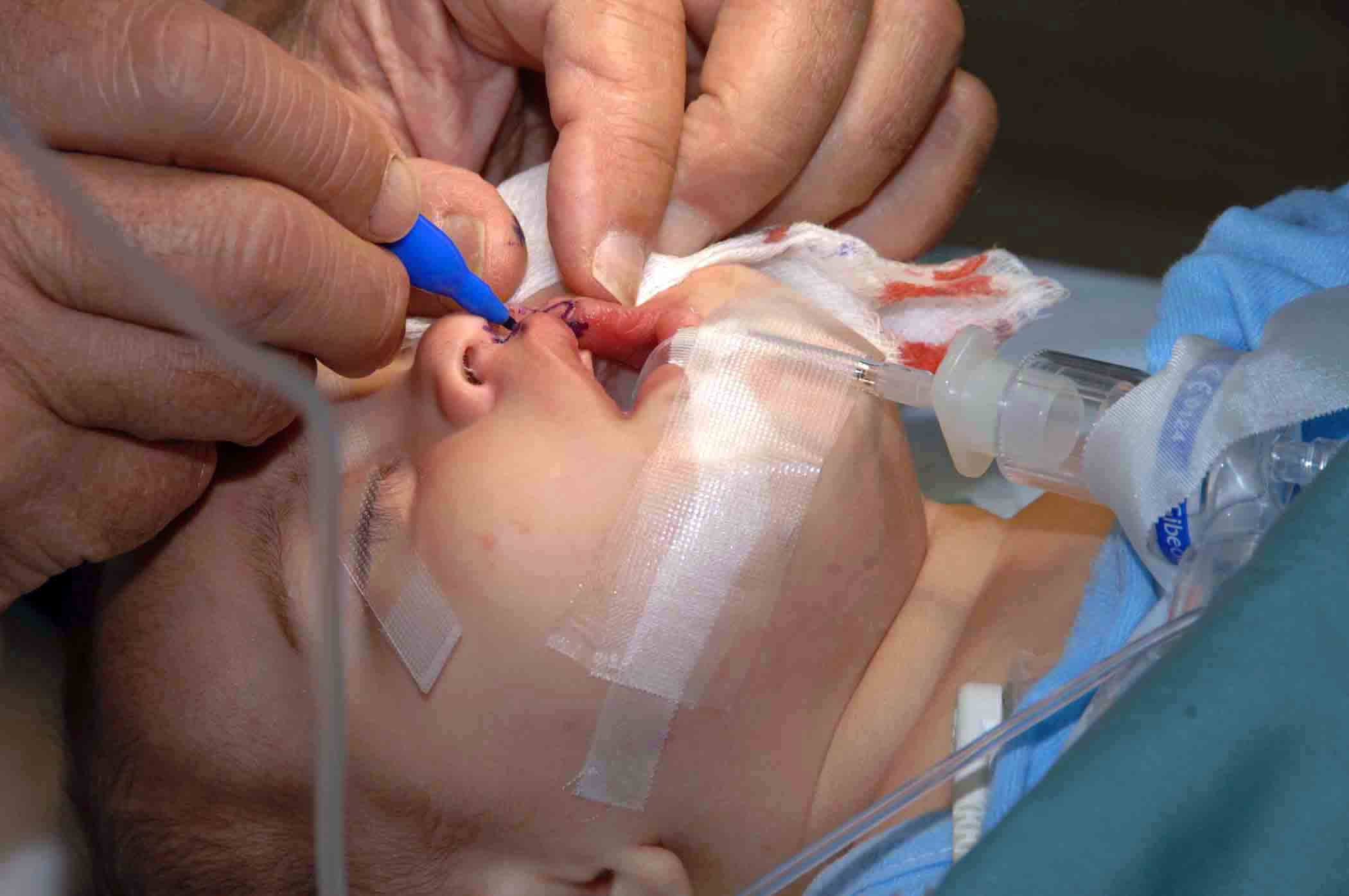
Військово-морські сили США. Д-р Хел Розенфейлд починає реконструктивну операцію з ущелини губи у тримісячної дитини на госпітальному кораблі військового морського командування USNS Comfort

Реконструктивна хірургія — це хірургічне лікування, що здійснюється для відновлення нормального зовнішнього вигляду та функціонування частин тіла, деформованих через хворобу чи стан здоров'я.

## Опис
Реконструктивна хірургія — це термін, який має значення для навчання, клінічної діяльності та відшкодування. Історично її називають синонімом пластичної хірургії. Що стосується навчання, то пластична хірургія є визнаною медичною спеціальністю, і хірург може бути «сертифікованим» пластичним хірургом (наприклад, американської ради пластичної хірургії). Проте, реконструктивна хірургія не є спеціальністю, і не має сертифікованих реконструктивних хірургів.
Точніше, реконструктивну хірургію слід протиставляти косметичній хірургії.[джерело?] Реконструктивна хірургія проводиться для:
1. Покращення/відновлення нормального функціонування.
2. Відновлення нормального вигляду «аномальних» або «деформованих» частин тіла, викликаних захворюванням та/або станом
3. Поліпшення якості життя пацієнта.[3]

Також, пацієнт повинен бути достатньо здоровим, щоб користь хірургічного лікування перевищувала ризики ускладнень (включно із смертю). Таку процедуру можна вважати реконструктивною, але не медично необхідною через ризик для пацієнта.
Крім того, наприклад у США, в розділі 1862(a) (1) (A) Закону про соціальне страхування зазначено наступне: «Згідно з Частиною A або Частиною B не можуть здійснюватися платежі за будь-які витрати, понесені на предмети чи послуги, які не є розумними та необхідними для діагностики чи лікування хвороби чи травми або для покращення функціонування деформованого органу». Отже, окрім клінічної інтерпретації та рекомендацій щодо носія, існує федеральний закон, згідно з яким «поліпшення функціональності та відновлення зовнішнього вигляду» вважаються реконструктивними та необхідними з медичної точки зору.
Це визначення контрастує з косметичною хірургією, яка виконується для покращення естетики або зовнішнього вигляду частини тіла. Пластичний хірург може виконувати як реконструктивні, так і косметичні процедури. Деякі процедури, такі як паннікулектомія (також відома як підтягування живота), одна страхова компанія може розглядати як косметичні, а інша — як реконструктивні. Хірург може не використовувати критерії Medicare або критерії відшкодування, коли називає процедуру реконструктивною або косметичною. Пластичні хірурги, щелепно-лицеві хірурги та отоларингологи проводять реконструктивні операції на обличчі для виправлення вроджених дефектів, після травм і реконструкції голови та шиї після раку.
Іншим хорошим прикладом є лікування вовчого піднебіння, або хейлопластика, яка хірургічним шляхом виправляє аномальний розвиток, відновлює функцію губ і рота та забезпечує більш нормальний (звичний) вигляд. Це відповідає визначенню реконструктивної хірургії та передбачено законами штатів (принаймні у 31 штаті), але може бути відхилено, як косметичний, окремими страховими компаніями в інших штатах.
Інші галузі хірургії (наприклад, загальна хірургія, гінекологічна хірургія, дитяча хірургія, пластична хірургія, подіатрична хірургія) також виконують деякі реконструктивні процедури.
Реконструктивна хірургія є невеликим, але критичним компонентом комплексного лікування онкологічних пацієнтів. Її головна роль у лікуванні онкологічних пацієнтів полягає в тому, щоб розширити можливості інших хірургів і спеціалістів для більш радикального лікування злоякісного процесу, пропонуючи пацієнтам найкращі можливості для одужання.
Реконструктивні хірурги використовують концепцію реконструктивної драбини для лікування все більш складних ран. Це варіюється від дуже простих методів, таких як первинне закриття та перев'язування, до більш складних трансплантатів шкіри, розширення тканин і вільних клаптів.[джерело?]
Процедури реконструктивної хірургії включають видалення грудних імплантів, редукційну маммопластику, реконструкцію грудей, хірургічну корекцію вроджених аномалій, хірургію вроджених невусів і ліпосакцію ліпедеми. Процедури косметичної хірургії включають збільшення, зменшення та підтягування грудей, підтягування обличчя, підтягування чола, хірургію верхніх і нижніх повік (блефаропластика), лазерне шліфування шкіри (лазерне шліфування), хімічний пілінг, корекцію форми носа (ринопластика), реконструктивну ліпосакцію, реконструкцію носа за допомогою парамедіанного лобового клаптя, а також підтягування живота (абдомінопластика).

## Використання імплантів і біоматеріалів
У науковій літературі в Medline також відзначено використання шпичастих швів у цих процедурах.
Біоматеріали — це, у своїй найпростішій формі, пластикові імплантати, які використовуються для корекції або заміни пошкоджених частин тіла. Біоматеріали не використовувалися для реконструктивних цілей до закінчення Другої світової війни через новітність та вдосконалення технологій та величезну потребу в корекції пошкоджених частин тіла, яка могла б замінити трансплантацію. Процес передбачає наукові та медичні дослідження, щоб переконатися, що біоматеріали є біосумісними та можуть виконувати механічні та функціональні ролі компонентів, які вони замінюють. 
Успішної імплантації найкраще може бути досягнута командою, яка розуміє не лише анатомічні, фізіологічні, біохімічні та патологічні аспекти проблеми, але також розуміє біоінженерію. Для реконструктивних процедур важливо знати клітинну та тканинну інженерію.
Огляд стандартизації та контролю біомедичних пристроїв нещодавно зібрав D.G. Singleton. Документи детально висвітлюють процес попереднього затвердження FDA (США, J.L. Ely) і правила FDA щодо пристроїв класу III.